# Олег Іванович
Олег Іванович (? — 5 липня 1402) — великий князь рязанський (1349—1402). Був сином рязанського князя Івана Івановича Коротопола. Олег Іванович, чия діяльність відбита у літописах з 1353 р., був одним з найвизначніших рязанських князів, який намагався зберегти Рязанську землю в умовах постійного тиску зі сторони Орди та Москви, вести власну політику, поширюючи свій вплив на частину верховських князівств та використовуючи суперечності між Литвою, Москвою та Тверю.

## Біографія
Проводив активну політику відносно Золотої Орди, Литви і Москви, підпорядкував своїй владі удільні рязанські князівства. У 1365 разом із залежними від нього князями муромським, пронським і козельським розгромив військо хана Тагая, яке вторгнулося в рязанську землю. Стосунки Рязані з Москвою неодноразово мінялися від союзних до ворожих. У 1370 рязанська рать допомогла Москві відбити вторгнення литовського князя Ольгерда. Проте вже у 1371 році московський воєвода Дмитро Боброк-Волинський розбив Олега Івановича під Переяславлем-Рязанським. У 1378 московські та рязанські війська розгромили на річці Вожі татарське військо Бегича. Після Куликовської битви 1380 року, в якій Олег Іванович не взяв участі, стосунки Рязані з Москвою загострилися. У 1382 московські війська розорили Рязанську землю, в 1385 рязанці нанесли ряд поразок московитам.
1386 року в результаті дипломатичної місії Сергія Радонежського між Москвою і Рязанню було підписано угоду, що поклала кінець усобицям між цими князівствами. У 1396 році без підтримки Москви воював з Литвою і облягав Любутськ (під Калугою). У 1398 році переконаний св. Кипріаном, митрополитом київським, зробив грошове пожертвування на користь царгородським греків. 1400 року «в караулех біля Копор у Дону» побив безліч татар, захопивши і їх ватажка, царевича Мамат-Салтана. Наступного року разом з своїм зятем, князем Юрієм Святославичем Смоленським, здобув захоплений литовцями Смоленськ завдяки чому Юрій Святославич повернувся на смоленський княжий престол. Засмучений полоном сина свого Родослава що потрапив у руки литовцям в бою під Любутськом, помер у Рязані 5 липня 1402 р.

## Сім'я і діти
Дружину звали Євфросинія (?—5 грудня 1405). Походження її невідоме.

Діти:
- Агрипіна — з 1377 року дружина князя Івана Титовича Козельського.
- Олена — дружина смоленського князя Юрія Святославича.
- Федір (?—1427) — великий князь рязанський (1402—1427).
- Родослав (Ярослав?) (?—1407).
- дочка — дружина Володимира Пронського.
- Анастасія — дружина новгород-сіверського князя Дмитра-Корибута Ольгердовича.